# Mouloudou
Mouloudou este un oraș din Camerun. În timpul perioadei coloniale, Hans Dominik și Karl Atangana au construit aici o stație de cale ferată.